# قلعه یوسف‌خان امیر مجاهد
قلعه یوسف‌خان امیر مجاهد مربوط به دوره قاجار است و در شهرستان شهرکرد، روستای شمس‌آباد واقع شده است. این اثر در تاریخ ۹ فروردین ۱۳۷۸ با شمارهٔ ثبت ۲۲۹۶ به‌عنوان یکی از آثار ملی ایران به ثبت رسیده است.